# Alexandre Frederic
Alexander Friedrich Wilhelm Albrecht Georg Landgraf von Hessen (Copenhaguen, 25 de gener de 1863 - ídem 26 de març de 1945) va ser landgravi de Hessen. Va ser fill del landgravi Frederic Guillem de Hessen-Kassel i de la princesa Anna de Prússia. Entre 1888-1925 va ser cap de la casa de Hessen, però va abdicar la seva posició al seu germà el príncep Frederic Carles de Hessen-Kassel. Va tenir deficiències visuals des del naixement, restant cec als pocs anys de néixer, i això, a més del seu matrimoni morganàtic, va participar en la seva decisió d'abdicar.
Degut aquest deficiència es dedicà amb passió a l'estudi de la música i entre els seus professors s'hi compten P. Cornelius, Hans von Bülow, F. Weingartner o G. Fauré.
Quan el 1888 restà com a cap de la seva casa, no li restà de seguir cultivant la música. Va produir obres molt notables, entre elles un quartet, un trio, una missa i diverses obres vocals.